# Octobre 1996

## Événements
- 1er octobre : ce jour-là, sept grands magistrats anti-corruption, réunis par Denis Robert, lancent l'Appel de Genève pour un espace judiciaire européen. La promotion 1996 de l'École nationale de la magistrature française a pris le nom d'« Appel de Genève ».

- 2 octobre : Privés d'instruments de bord fonctionnels à la suite d'une erreur de maintenance, les pilotes du vol 603 AeroPerú à destination de Santiago plongent sans s'en rendre compte dans les eaux froides de l'Océan Pacifique, accompagnés de 61 passagers et 7 autres membres d'équipage. Il n'y eut pas de survivants.

- 9 octobre : Incident gréco-turc du 8 octobre 1996, un Mirage 2000 grec abat un F-16 turc.

- 12 octobre, Kurdistan irakien : l’UPK, soutenue par l’Iran, contre attaque et reprend une partie du terrain perdu[1]. Une nouvelle trêve est conclue le 31 octobre. Les années suivantes sont marquées par une alternance d’affrontements et de cessez-le-feu, ponctués d’incursions militaires turques.

- 13 octobre, Formule 1 : Grand Prix automobile du Japon. À l'issue de cette course, Damon Hill remporte le Championnat du monde de Formule 1 au volant d'une Williams-Renault.

- 18 octobre : Les numéros de téléphone en France passent de 8 à 10 chiffres. François Fillon, ministre délégué chargé de La Poste et des Télécommunications, lance au central téléphonique "Murat" à Paris la numérotation téléphonique française actuelle à dix chiffres. Ce numéro à 10 chiffres permettant d’accueillir mathématiquement cinq fois plus d’abonnés, car les deux premiers chiffres découpent la France métropolitaine en cinq zones, de 01 à 05. Le 19 est remplacé par le 00 pour joindre l'international. Pour laisser un temps d’adaptation, il fut possible pendant un an de continuer à composer des numéros à 8 chiffres. Avec cette évolution, France Télécom anticipe la demande croissante de numéros de téléphone, télécopieurs, téléphones mobiles, etc.

- 20 octobre : victoire du candidat de droite Arnoldo Alemán face au sandiniste Daniel Ortega aux élections au Nicaragua.

- 22 octobre : le pape Jean-Paul II s'exprime devant Académie pontificale des sciences. Dans son discours, il reconnait, avec quelques réserves, l'existence et la véracité d'une théorie de l'évolution[2].

- 23 octobre : discours de Jacques Chirac, président de la République française, à Ramallah[3].

## Naissances en octobre 1996
- 4 octobre : Lillie Keenan, cavalière américaine.
- 5 octobre : Shaybo, rappeuse nigériano-britannique.
- 15 octobre :
  - Choi Jun-hong (Zelo), chanteur sud-coréen (B.A.P)
  - Charles Junior Musonda, footballeur Belge.
- 20 octobre : Chance Perdomo, acteur britannique († 30 mars 2024).
- 22 octobre : B.I, rappeur sud-coréen.

## Décès en octobre 1996
- 2 octobre : Robert Bourassa, avocat et ancien premier ministre du Québec.
- 4 octobre : Silvio Piola, footballeur italien.
- 12 octobre : René Lacoste, joueur de tennis, homme d'affaires (° 1904).
- 14 octobre : Laura La Plante, actrice.
- 21 octobre : Roger Lapébie, cycliste français, 85 ans.
- 24 octobre : Sir Gladwyn Jebb, diplomate britannique, premier Secrétaire général de l'ONU par intérim (° 25 avril 1900).
- 27 octobre : Madame Soleil, astrologue française (° 18 juillet 1913).
- 31 octobre : Marcel Carné, réalisateur.